# Waionepu (rivière)
La rivière Waionepu  (en anglais : Waionepu River) est un cours d’eau de la région du  Northland dans l’Île du Nord de la Nouvelle-Zélande.

## Géographie
Elle s’écoule vers l’ouest à partir de sa source près de la ville de Maungatapere pour atteindre la rivière Waiotama à 20 kilomètres au sud-ouest de la ville de Whangarei.